# ماركو دروبنياك
ماركو دروبنياك هو لاعب كرة قدم صربي في مركز حراسة المرمى، ولد في 17 مايو 1995 في تشاتشاك في صربيا. شارك مع منتخب صربيا تحت 19 سنة لكرة القدم. أما مع النوادي، فقد لعب مع FK Polet Ljubić ‏.

## وصلات خارجية
- ماركو دروبنياك على موقع الاتحاد الأوربي (الإنجليزية)
- ماركو دروبنياك على موقع قاعدة بيانات كرة القدم.إي يو (الإنجليزية)
- ماركو دروبنياك على موقع Soccerbase.com (لاعب) (الإنجليزية)
- ماركو دروبنياك على موقع Soccerway.com (الإنجليزية)
- ماركو دروبنياك على موقع عالم كرة القدم.نت (الإنجليزية)